# 阿嘉莎·克莉絲蒂有限公司
阿嘉莎·克莉絲蒂有限公司（英語：Agatha Christie Ltd.，縮寫：ACL）是英國的一家公司，由作家阿嘉莎·克莉絲蒂於1955年成立。負責管理克莉絲蒂相關作品的版權，包括80多部小說、19部戲劇、近40部電視電影以及赫丘勒·白羅、瑪波小姐等知名角色。
該公司64％的股份由RLJ娛樂公司擁有，克莉絲蒂的家族成員擁有剩餘的36％股份。現任董事長為克莉絲蒂的外曾孙詹姆斯·培察。

## 歷史
阿嘉莎·克莉絲蒂於1955年成立該家公司，她後來將51％的股份賣給了布克公司。1998年，Chorion公司以1000萬英鎊的價格收購阿嘉莎·克莉絲蒂有限公司的64％股份。
2012年，美國的Acorn Media Group公司又從Chorion公司手中收購了克莉絲蒂有限公司的64％股份。由於Acorn Media Group公司後來被RLJ娛樂公司併購，因此克莉絲蒂有限公司的64％股份現由RLJ娛樂公司擁有。

## 外部連結
- 官方网站（英文）